# Vallentuna (comuna)
Vallentuna (em sueco: Vallentuna kommun) é uma comuna da Suécia localizada no condado de Estocolmo. Sua capital é a cidade de Vallentuna. Possui 358 quilômetros quadrados e segundo censo de 2018, havia 33 432 habitantes.